# Jackson Chargers
El Jackson Chargers fue un equipo de fútbol de los Estados Unidos que jugó en la USL Premier Development League, la cuarta liga de fútbol más importante del país.

## Historia
Fue fundado en el año 1995 en la ciudad de Jackson, Misisipi como uno de los equipos fundadores de la USISL Premier League en 1995, la cual cambiaría a la USL Premier Development Soccer League en 1997 y a la actual USL Premier Development League en 1999.
Desde el inicio fueron un equipo contendiente por el títulos, ganando dos títulos divisionales y con temporadas de 16 victorias sin derrotas, inclusive llegando a la final de la liga, perdiendo ante el San Gabriel Valley Highlanders en 1998.
En 1999 llegaron a la final de conferencia, y al finalizar esa temporada el club desapareció.

## Palmarés
- USL PDSL Southeast Division: 1

1998
- USL PDL Southeast Division: 1

1999

## Temporadas
| Año  | División | Liga      | Temporada Regular      | Playoffs                 |
| ---- | -------- | --------- | ---------------------- | ------------------------ |
| 1995 | 4        | USISL PDL | 4º, Eastern Division   | Semifinal de Conferencia |
| 1996 | 4        | USL PDSL  | 2º, Northern Division  | Final de Conferencia     |
| 1997 | 4        | USL PDSL  | 2º, Mid-South Division | Final de Conferencia     |
| 1998 | 4        | USL PDSL  | 1º, Southeast          | Finalista                |
| 1999 | 4        | USL PDL   | 1º, Southeast          | Final de Conferencia     |